# Дивља ружа (ТВ серија)
Дивља ружа (шп. Rosa salvaje) мексичка је теленовела, продукцијске куће Телевиса, снимана током 1987. и 1988.
У Србији је приказивана током 1996. и 1997. на Трећем каналу Радио-телевизије Србије.

## Синопсис
Роса (Ружа) је наивна и мушкобањаста девојчица која живи са кумом Манином у сиромашној четврти Мексика. Рикардо је богати нежења, кога сестре Кандида и Дулсина терају да се коначно ожени. Да би им напакостио, он одлучује да се ожени првом девојком коју буде упознао. Једног дана Роса улази у његово двориште како би крала шљиве и ту среће Рикарда, који се сажали на њу. Њих двоје се убрзо заљубљују и он је проси, али његове сестре, које су желеле да се ожени богатом Леонелом, чине све како би их раздвојиле.
Након што Кандида заволи Росу због њене доброте, Дулсина се окреће и против своје сестре, како би јој уништила живот. Она успева да растави Рикарда и Росу тако што јој открива да се он оженио само како би разљутио породицу.
Убрзо Роса сазнаје да је она, у ствари, кћерка веома богатог човека, који је морао да је се одрекне пре много година. Проналази своју праву мајку, постаје екстремно богата и сазнаје да чека Рикардово дете…

## Улоге
| Глумац:                | Улога:          |
| ---------------------- | --------------- |
| Вероника Кастро        | Роса (Ружа)     |
| Гиљермо Капетиљо       | Рикардо Рохелио |
| Лаура Запата           | Дулсина         |
| Лилијана Абуд          | Кандида         |
| Армандо Калво          | Себастијан      |
| Едит Гонзалез          | Леонела #1      |
| Фелисија Меркадо       | Леонела #2      |
| Магда Гузман           | Томаса          |
| Ото Сирго              | Анхел           |
| Хаиме Гарза            | Ернесто         |
| Барбара Хил            | Амалија         |
| Малени Моралес         | Миријам         |
| Армандо Паломо         | Муњеко          |
| Артуро Гарсија Тенорио | Агустин         |
| Густаво Рохо           | Отац Мануел     |
| Рената                 | Леополдина      |
| Ари Телч               | Хорхе           |
| Гастон Тусет           | Роки            |
| Ирма Лозано            | Паулета         |
| Нињон Севиља           | Зораида         |